# Алексєєв Володимир Охримович
Володи́мир Охри́мович Алексє́єв (рос. Владимир Ефремович Алексеев; нар. 1784 — пом. 1832) — російський медальєр, титулярний радник.

## Життєпис
Народився 1784 року.
У 1801 році прийнятий на Санкт-Петербурзький монетний двір учнем до Карла Леберехта. З 1805 року — медальєр монетного двору і один з найактивніших співробітників Медальєрної палати. Як один з найвідповідальніших працівників, залучався до робіт, що «не підлягають розголосу». У випадках, коли був відсутнім Павло Лялін, виконував функції старшого медальєра.

## Основні роботи
Ним виконані медалі з монограмами:
- «На честь заслуженому солдату», 1806 р. (А);
- «На прибуття короля пруського Фрідріха-Вільгельма у СПб. 1818 р.» (А);
- «За порятунок тих, що гинуть», близько 1830 р., з надписом польською (А);
- «Від Катеринославської гімназії», з девізом «У світлі Твоєму побачимо світло» (А);
- «Від морехідного училища» (В. А.);
- «За корисне», при імператорі Олександрові I — реверс (В. А.);
- «На щеплення віспи у Фінляндії при Імп. Миколі I», з надписом фінською (В. А.);
- «На коронування Імп. Миколи I у 1826», аверс — з портретом імператора;
- «На відвідування перським принцом Аббас-Мирзою СПб. монетного двору у 1829 р.»;
- «На мир з Туреччиною у 1829 р.»;
- «За вірність»;
- «За працьовитість і мистецтво», 1831 р.;
- «За корисне», 1831 р.;